# Сатурива
Сатурива (на английски: Saturiwa) е най-голямото Вождество на диалектната група мокама на тимукоа. В началото на колониалния период техните села са разположени около устието на река Сейнт Джонс, в околностите на днешния град Джаксънвил в североизточна Флорида. Името им идва от името на техния главен вожд, Сатурива, който се среща с френски хугеноти през 1562 г. Французите основават форт Каролин на тяхна територия и поддържат приятелски отношения с племето. Скоро след това обаче, испанците разрушават форт Каролин и изгонват обитателите му. През 1567 г. сатурива подпомагат френските си приятели да отмъстят на испанците за унищожаването на форта. През 1577 г., испанците подтикват племето утина да нападне сатурива. Скоро след това сатурива се подчиняват на испанците и се включват активно в живота на испанските мисии. Първата тяхна мисия е Сан Хуан дел Пуерто. Именно в тази мисия, отец Франциско Пареха прави своите изследвания за езика тимукоа и благодарение на него днес има достатъчно информация за това. Заедно с другите индианци на Флорида и сатурива пострадват сериозно от епидемии през 1617 г. и 1672 г. Името на техния главен вожд се споменава като участник в бунта на тимукоа през 1656 г. След 1680 г. племето изчезва от историята.